# Ioan Iusco Dolhuțiu
Ioan Iusco Dolhuțiu (n. Vișeu de Sus – d. 1930, Vișeu de Sus) a fost în fruntea tuturor acțiunilor locale care au pregătit Unirea. A decedat la Vișeu de Sus în anul 1930.:p. 236